# Necroscia annulipes
Necroscia annulipes är en insektsart som först beskrevs av Gray, G.R. 1835.  Necroscia annulipes ingår i släktet Necroscia och familjen Diapheromeridae. Inga underarter finns listade i Catalogue of Life.